# Дмитрий Семёнович (князь тарусский)
Дмитрий Семёнович — князь тарусский, сын Семёна Юрьевича. Известен по договору с московским князем Василием Дмитриевичем.
Об этом договоре сохранились сведения в «Описи архива посольского приказа 1626 года: «Тетратка, а в ней список з докончалные грамоты князя Дмитрея Семеновича торуского, на одном листу, с великим князем Васильем Дмитреевичем, году не написано». Одновременно известно о договоре Василия с Фёдором Ольговичем рязанским от 1402 года, в котором упоминаются тарусские князья. На основании этого историки датируют договор Василия с Дмитрием 1402 годом.
К тому времени Фёдор и Мстислав тарусские уже погибли в Куликовской битве (1380), и ярлык на Тарусу был куплен Василием Дмитриевичем у Тохтамыша (1392). Историки отмечают, что тарусские князья при этом не утратили владетельных прав, поскольку Таруса впервые включена в духовную грамоту московского князя только в 1503 году.
Согласно родословным, Дмитрий был внуком Юрия Тарусского и правнуком Михаила Черниговского, убитого в Золотой Орде в 1246 году, что невозможно хронологически. Поэтому историки либо считают Юрия Тарусского князем середины XIV века, либо добавляют между его сыном Семёном и Дмитрием ещё два поколения.
По версии Безносюка С. Н., Фёдор и Мстислав тарусские, погибшие в Куликовской битве (1380), также были сыновьями Семёна Юрьевича.
Дмитрий умер бездетным, и впоследствии Конинскими и Спажскими князьями стали называться потомки Фёдора и Мстислава.